# Кета
Кета или Хита е сладководно езеро в Азиатската част на Русия, разположено в югозападната част на Таймирски Долгано-Ненецки район на Красноярски край.
С площ от 452 km2 езерото е 5-о по големина в Красноярски край и 25-о по площ в Русия.
Езерото Кета е разположено в западната част на платото Путорана, на територията на Таймирския (Долгано-Ненецки) автономен окръг на Красноярски край, на 85 m н.в., на 80 km югоизточно от град Норилск. То се намира в тясна и дълга котловина. Бреговете му са стръмни и продължават и под водата до дъното. Дължината на бреговата линия е 235 km. Западната част на езерото е ограничена от ниски каменисти валове, а останалите части са оградени от планини. 
Площта на водното огледало е 452 km2, обемът – 36 km3, дължина от запад на изток е 94 km, ширина от 1 до 13 km (в западната част) и максимална дълбочина 85 m.
Водосборният басейн на езерото Кета е 2990 km2. Основен приток е река Тогинда, вливаща се в източната му част, от север. От крайния северозападен ъгъл на езерото изтича Рибна река, ляв приток на река Норилска, вливаща се в езерото Пясино.
Подхранването на езерото е снежно-дъждовно. Най-високо е нивото на водата в края на пролетта и началото на лятото в резултат на снеготопенето във водосборния му басейн. През лятото водата се нагрява до 12 – 17 °C, а в придънните слоеве температура през цялата година е почти постоянна – 3 – 4 °C. От октомври до юли езерото Кета е покрито с дебела ледена кора. Водата му е чиста, с ниска минерализация и прозрачност от 6 до 11 m.
Богата на риба. По бреговете и във водосборния му басейн няма населени места.

## Топографски карти
- Лист от карта R-45-XXIX,XXX Медвежка. Мащаб: 1 : 200 000. Указать дату выпуска/состояния местности.
- Лист от карта R-46-XXVI,XXVI.
- Лист от карта R-46-XXXI,XXXII устье р. Кутарамакан. Мащаб: 1 : 200 000. Указать дату выпуска/состояния местности.